# Quote Of The Day
O serviço Quote Of The Day (Citação do Dia, em inglês) ou QOTD é um Protocolo de Internet definido em RFC 865. Sua utilização é para propósitos de testes e medidas.
Um host pode conectar-se a um servidor que suporta o protocolo QOTD, na porta 17, tanto TCP ou UDP. O servidor então retorna uma mensagem curta arbitrária. Esta era tradicionalmente uma seleção aleatória de uma lista de citações notáveis.
O serviço QOTD raramente é habilitado, e em qualquer caso geralmente é bloqueado pelo firewall para evitar ataques 'pingpong'.
Atualmente, testes e medição de redes IP é mais comumente feito com ping e traceroute.